# Љесковац (Бијељина)
Љесковац је насељено мјесто у граду Бијељина, Република Српска, БиХ. Према попису становништва из 1991. у насељу је живјело 483 становника.
Овдје се налази Црква Свете великомученице Марине у Љесковцу.

## Становништво
| Националност       | 1991.        | 1981.        | 1971.        | 1961. |
| Срби               | 474 (98,13%) | 491 (97,80%) | 518 (99,80%) | 496   |
| Југословени        | 4 (0,82%)    | 11 (2,19%)   |              |       |
| Муслимани          | 1 (0,20%)    |              |              |       |
| остали и непознато | 4 (0,82%)    |              | 1 (0,19%)    |       |
| Укупно             | 483          | 502          | 519          | 496   |

| Демографија | Демографија | Демографија |
| Година      | Становника  | Становника  |
| ----------- | ----------- | ----------- |
| 1948.       | 407         |             |
| 1953.       | 450         |             |
| 1961.       | 496         |             |
| 1971.       | 519         |             |
| 1981.       | 502         |             |
| 1991.       | 486         |             |